# Oroniscus calcivagus
Oroniscus calcivagus är en kräftdjursart som beskrevs av Karl Wilhelm Verhoeff1908. Oroniscus calcivagus ingår i släktet Oroniscus och familjen Oniscidae. Inga underarter finns listade i Catalogue of Life.